# 風船ガム (曲)
「風船ガム」（ふうせんガム）は、キャプテンストライダムの楽曲。2006年6月7日にソニー・ミュージックアソシエイテッドレコーズ及び風待レコードからメジャー5thシングル（通算6枚目）として発売された。

## 解説
前作『悲しみのシミかな』から約5ヶ月ぶりのリリース。
表題曲「風船ガム」は、2005年に発売の「マウンテン・ア・ゴーゴー・ツー」以来2作目のアニメタイアップ曲。また、前作同様に永友聖也が作詞を担当していない楽曲である。
初回限定盤には、『銀魂』の銀時の描き下ろしイラストが付属。
この曲でテレビ朝日系『ミュージックステーション』（2006年6月9日放送分）に出演した。なお、ゴールデンタイムの音楽番組への出演は自身初となった。
前作から大幅にチャート順位を伸ばし、バンド最大のヒットとなったが、このシングルを最後に風待レコードを離れた。

## 収録曲
| 全作曲: 永友聖也。 |                                             |           |            |                                 |      |
| #                  | タイトル                                    | 作詞      | 作曲・編曲 | 編曲                            | 時間 |
| 1.                 | 「風船ガム」                                | 松本隆    | 永友聖也   | 笹路正徳 キャプテンストライダム | 4:16 |
| 2.                 | 「夏のカケラ」                              | 永友聖也  | 永友聖也   | 大平太一 キャプテンストライダム | 4:21 |
| 3.                 | 「影のない男」(Live at 京都磔磔 2006.04.17) | 永友聖也  | 永友聖也   | キャプテンストライダム          | 4:44 |
| 4.                 | 「風船ガム -銀魂mix-」                      | 松本隆    | 永友聖也   | 長沼英樹 大平太一               | 4:10 |
| 合計時間:          | 合計時間:                                   | 合計時間: | 合計時間:  | 17:31                           |      |

## 曲の解説
1. 風船ガム
テレビ東京系アニメ『銀魂』エンディングテーマ[注 1]
キャプテンストライダムの楽曲で最も難産となった楽曲で、メロディのみで10パターンほどあるとのこと[3]。ミュージック・ビデオは『BAN BAN BAN』の初回限定盤に付属の特典DVDに収録されている。
シングルの4曲目に収録の「風船ガム -銀魂mix-」は、アニメ用にアレンジされた音源で、オリジナル・バージョンと異なり、リズムが打ち込みとなっており、デジタル色が強いアレンジになっている。このため、本作で唯一菊住がドラムを叩いていない楽曲となっている[4]。なお、実際に放送されたアレンジとは少々異なり、放送されたアレンジは『銀魂 オリジナル・サウンドトラック』に「TV Version」として収録された。
ミュージック・ビデオは、演奏シーンをメインとしたもので、ストップモーションをメンバーを静止させて実現させている[4]。撮影には24時間をかけている[4]。
次作『恋するフレミング』には、2006年7月3日に新宿ロフトにて行われたライブの音源が収録されている。
2. 夏のカケラ
2005年に渋谷CLUB QUATTROで開催されたワンマンライブ当日の朝にメロディと歌詞が浮かんだ楽曲で、永友はそれをそのままノートに書きとめて同ライブのアンコールで披露した[3]。
歌詞について永友は、「“嬉しい／悲しい”っていうはっきりとした感情ではなくて、その時のふとした感情というか、そういうところを切り取った感じ」と説明している[4]。
当初のイメージはフォークであったが、アルバム制作後にアレンジを加えて現行の形になった[4]。アレンジについて、永友は「弾き語りでも成立する曲なので、アレンジが難しかった。アルバムの制作を経てバンドとしてのアレンジに辿り着いた」「アレンジとしては実験作というか。前半は淡々と進むようなアレンジにしたんですけど、こういうのは今まで出来なかったんですよ。でもこの曲は歌詞で淡い世界を描いているので、過剰なアレンジが似合わないんですよ。そんな中でもストイックにならずに、作品として楽しめる曲にしたいと思って、なかなか難しいところを目指したんです」と語っている[4]。
コーラスは永友の多重録音によるもの[3]。
永友は「楽曲、アレンジともに個人的にお気に入りの1曲」としている[3]。
3. 影のない男 (Live at 京都磔磔 2006.04.17)
1stアルバム『ブッコロリー』収録曲のライブ音源。本作で唯一他の作品に収録されていない楽曲。

## 演奏
キャプテンストライダム
- 永友聖也 : Vocal & Guitar
- 梅田啓介 : Bass & Chorus
- 菊住守代司 : Drums & Chorus

外部ミュージシャン・スタッフ
- 横山竜一 : Additional Guitars (#1)
- 岩谷啓士郎 : Programming (#2)
- 笹路正徳 : Sound Producer (#1)
- 大平太一 : Sound Producer (#2, #4)
- 長沼英樹 : Sound Producer (#4)
- 斉藤敬興 (mimi-tab.) : Recording & Mixing Engineer (#1)
- 熊坂敏 (prime direction) : Recording & Mixing Engineer (#2)
- 川口祐介 : Recording Engineer (#3)
- 杉山オサム : Mixing Engineer (#3)
- 服部敦 (WIDE AND ZOOM) : Mixing Engineer (#4)

## 収録アルバム
風船ガム
- 銀魂 オリジナル・サウンドトラック（TV Version）
- BAN BAN BAN
- ベストロリー
- 新・風街図鑑
- アニソンLOVE! 翠組

夏のカケラ
- ベストロリー

風船ガム -銀魂mix-
- 銀魂BEST

## ライブ映像作品
風船ガム
- LIVE IN SHIBUKO "BIG BAN BUZZ"